# مانوئل آماروس
مانوئل آماروس (به فرانسوی: Manuel Amoros) بازیکن فوتبال و مدافع اهل فرانسه است که از سال ۱۹۸۲ تا ۱۹۹۲ میلادی عضو تیم ملی فوتبال فرانسه بوده‌است. وی در ۸۲ بازی ملی حضور داشته است و در بازی‌های ملی‌اش ۱ گل به ثمر رساند.